# They-sous-Vaudemont
They-sous-Vaudemont ist eine französische Gemeinde mit 18 Einwohnern (Stand: 1. Januar 2022) im Département Meurthe-et-Moselle in der Region Grand Est (vor 2016 Lothringen). Sie gehört zum Arrondissement Nancy und zum Kanton Meine au Saintois.

## Geografie
They-sous-Vaudemont in der Landschaft Saintois liegt etwa 33 Kilometer südsüdwestlich von Nancy.
Umgeben wird They-sous-Vaudemont von den Nachbargemeinden Vaudémont im Norden, Saxon-Sion im Nordosten und Osten, Gugney im Osten und Süden, Pulney im Südwesten und Westen sowie Dommarie-Eulmont im Westen und Nordwesten.

## Bevölkerungsentwicklung
| Jahr                       | 1962 | 1968 | 1975 | 1982 | 1990 | 1999 | 2006 | 2013 | 2019 |
| Einwohner                  | 13   | 14   | 13   | 13   | 11   | 11   | 13   | 11   | 17   |
| Quellen: Cassini und INSEE |      |      |      |      |      |      |      |      |      |

## Sehenswürdigkeiten
- Château, ehemaliges Priorat
- ehemaliges Waschhaus (Lavoir)

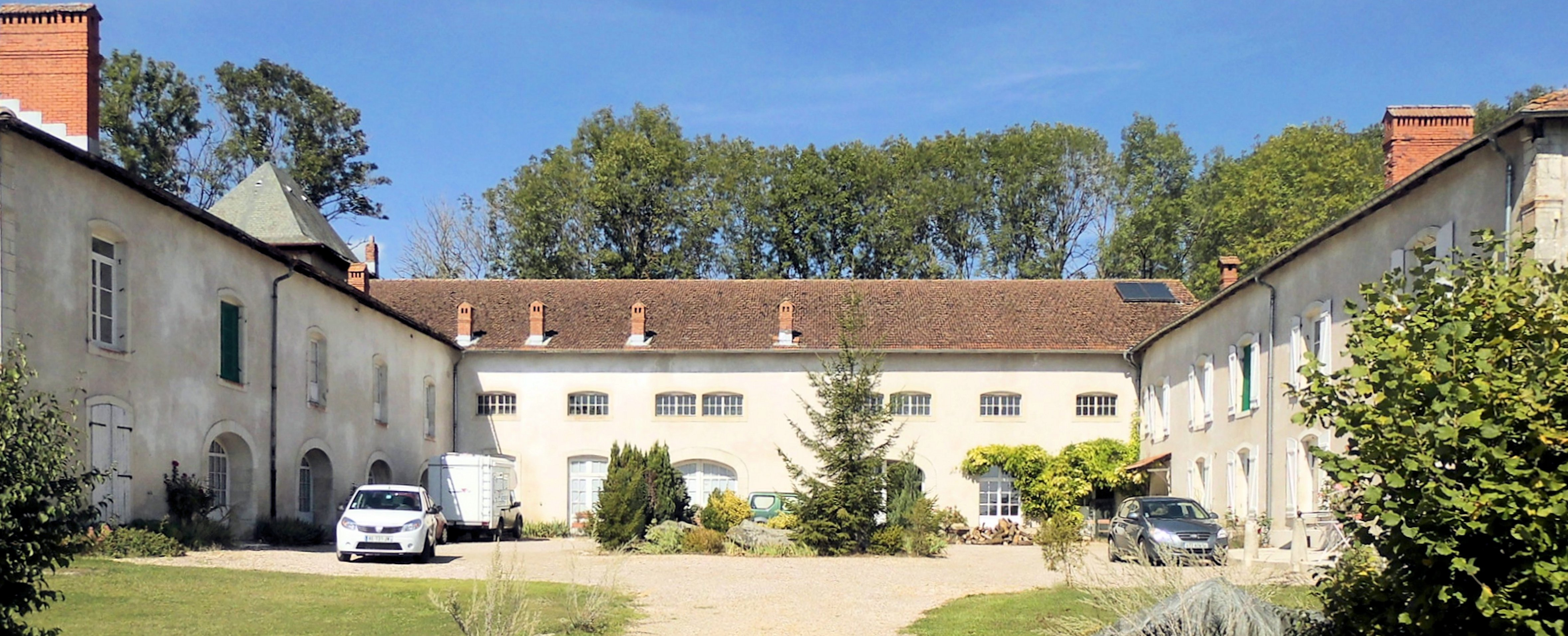
Château
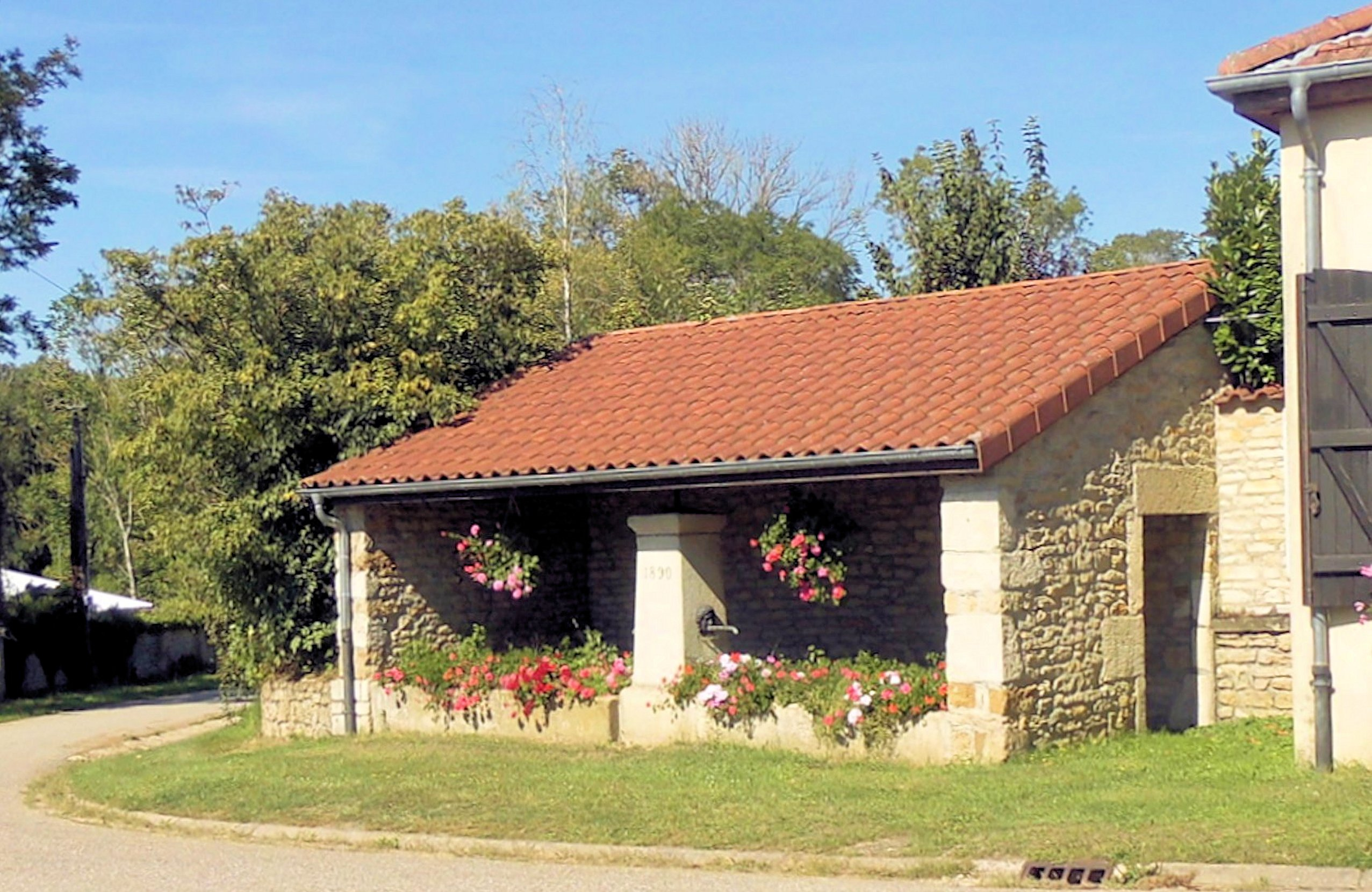
Ehemaliges Waschhaus